# Ángel Acebes Paniagua
Ángel Jesús Acebes Paniagua (Pajares de Adaja, província d'Àvila, Castella la Vella, 3 de juliol de 1958) és un polític espanyol, diverses vegades ministre sota els governs de José María Aznar. Actualment treballa per a l'empresa Iberdrola, com a membre de la Comissió Executiva Delegada.

## Biografia
Va estudiar dret a la Universitat de Salamanca, exercint posteriorment una curta carrera d'advocat per dedicar-se plenament a la política. Va iniciar la seva carrera política a les joventuts de la Unió de Centre Democràtic (UCD), i posteriorment s'afilià al Partit Popular. L'any 1987 va ser escollit regidor a l'ajuntament d'Àvila, i en va ser posteriorment alcalde entre 1991 i 1995.
L'any 1989 fou escollit senador al Senat, càrrec que mantingué fins al 1995. El 1996 fou nomenat coordinador general del Partit Popular, càrrec que va mantenir fins al 1999, i en les eleccions generals d'aquell mateix any fou escollit diputat al Congrés per la província d'Àvila. Peça fonamental en els governs de José María Aznar, fou designat el 20 de gener de 1999 Ministre d'Administracions Públiques en la primera remodelació del primer govern d'Aznar. Novament elegit diputat per Àvila en les eleccions generals de 2000, en la formació del segon govern fou nomenat inicialment Ministre de Justícia, càrrec que ocupà fins al 10 de juliol de 2002, quan en una gran remodelació del govern va esdevenir Ministre de l'Interior.
Al capdavant de la cartera d'Interior emprengué una gran lluita contra l'entorn d'ETA, i posteriorment tingué un paper clau en els dies següents als atemptats terroristes de l'11 de març de Madrid per part d'Al-Qaida. La seva gestió durant els dies posteriors als atemptats segueix sent controvertida, ja que mentre els mitjans de comunicació internacionals i alguns mitjans estatals atribuïen l'atemptat al terrorisme d'origen islamista, ell i el seu Govern van fer prevaldre l'autoria de la banda terrorista ETA fins i tot quan la investigació anava sumant proves en contra d'aquesta tesi. Segons van afirmar després dels atemptats i durant els mesos següents, van considerar que l'opció d'ETA era la més plausible a causa de les matances dutes a terme per aquesta en els trenta anys anteriors, i a les recents detencions realitzades a membres de la banda per intentar col·locar bombes en trens al desembre de 2003.
Després de la derrota del PP en les eleccions generals espanyoles de 2004 fou designat Secretari General del Partit Popular, càrrec que ostentà fins al 2008 quan fou succeït per María Dolores de Cospedal. Tanmateix seguí ocupant l'escó al Congrés dels Diputats durant aquella legislatura i la següent, fins al 14 de juny de 2011, quan abandona la política per a dedicar-se plenament al seu despatx d'advocats.
En setembre de 2011, és contractat com a membre del consell d'administració del Banco Financiero y de Ahorros, grup bancari presidit per Rodrigo de Rato y Figaredo (també expolític del PP) i matriu de Bankia.>
L'abril de 2012 va començar a treballar per a l'empresa Iberdrola com a conseller extern, membre de la comissió de nomenaments i retribucions, alhora que de la comissió d'auditoria i supervisió del risc, amb un sou de 300.000 euros anuals (25.000 euros al mes).
 En juliol de 2013, és ascendit i passa a ser membre de la comissió executiva delegada d'Iberdrola.
Acebes va veure's implicat en el Cas Bárcenas.